# Veikko Sinisalo
Veikko Antero Sinisalo, född 30 september 1926 i Riihimäki, död 16 december 2003 i Tammerfors, var en finländsk skådespelare.

## Karriär
Efter genomgången teaterskola fick Sinisalo 1950 anställning vid Tammerfors arbetarteater (Tampereen Työväen Teatteriin, TTT), där han stannade till 1979 med avbrott perioden 1967–1969 då han var verksam vid Helsingfors stadsteater. Vid TTT arbetade han under Eino Salmelainen. Från 1980 var han frilansskådespelare. Som mest uppmärksammad blev han för sin enmansteater och för dikt- och sångaftnar.
Sinisalo var vän med författaren Väinö Linna och spelade i två tidiga filmatiseringar av Linnas verk, båda i regi av Edvin Laine, dels Okänd soldat 1955 och dels Mörk kärlek 1957. Under andra halvan av 1970-talet spelade han enmansteatern 70 vuotta Pohjantähden alla (i regi av Kalle Holmberg), som bygger på texter ur Väinö Linnas torpartrilogi Här under Polstjärnan och innehöll scener ur Okänd soldat.

## Utmärkelser
Veikko Sinisalo tilldelades Pro Finlandia-medaljen 1976. 1977 erhöll han professors titel.

## Filmografi (i urval)
- 1955 – Okänd soldat
- 1958 – Sven Dufva
- 1968 – Här under polstjärnan
- 2002 – Aleksis Kivis liv